# Сандзоньо, Нино
Нино Сандзо́ньо (итал. Sanzogno; 13.4.1911, Венеция — 4.5.1983, Милан) — итальянский дирижёр и композитор.
По окончании венецианского Музыкального лицея (класс скрипки Э. де Гварнери, класс композиции Агостини) обучался дирижёрскому мастерству у Дж. Ф. Малипьеро (Венеция) и Г. Шерхена (Брюссель). Дирижёрская карьера Сандзоньо началась после победы на международном конкурсе дирижёров в Брюсселе в 1937 году. С того же года Сандзоньо — дирижёр венецианского театра Ла Фениче и миланского оркестра Итальянского радио. С 1939 года дирижировал в миланском театре Ла Скала (в 1962—1965 главный дирижёр).
Помимо регулярного оперного репертуара в Ла Скала (преимущественно итальянская опера XIX — начала XX веков) Сандзоньо занимался возрождением редко исполняемых сочинений — старинной и современной итальянской оперы. В 1955 году он дирижировал первым спектаклем вновь открытого миланского театра Пиккола Скала (Piccola Scala), на сцене которого (среди прочего) поставил оперы Дж. Паизиелло, Д. Чимарозы, Н. Пиччинни.
Сандзоньо дирижировал мировыми премьерами опер Ф. Пуленка («Диалоги кармелиток», 1957), Д. Мийо («Давид», 1955), Дж.Ф. Малипьеро («Веселая компания», 1950).
Неоднократный участник Венецианского фестиваля современной музыки (бьеннале), в рамках которого руководил постановками опер А. Берга («Лулу»), Д. Д. Шостаковича («Леди Макбет Мценского уезда»), С. С. Прокофьева («Огненный ангел»), Б. Бриттена («Сон в летнюю ночь»), а также других всемирно известных музыкальных фестивалей — Дармштадтского фестиваля, Эдинбургского фестиваля, Флорентийский музыкальный май.
Сандзоньо — автор симфонических поэм «Четыре всадника Апокалипсиса» («I quattro cavalieri dell'Apocalisse», 1930) и «Vanitas» (1931), альтового и виолончельного концертов, камерной музыки.
Среди многих аудиозаписей — «Тайный брак» (1955) и «Джаннина и Бернардоне» Чимарозы, «Коронация Поппеи» Монтеверди (1954), «Альфонсо и Эстрелла» Шуберта (Милан, 1956), оперы Верди, Доницетти, Россини, Леонкавалло и др.